# Istraga poturica
Istraga poturica je naziv za vraćanje crnogorskih muslimana, tzv. "poturica", pravoslavnim kršćanskim korijenima, koje su prema naredbi vladike Danila I. Njegoša (vladao 1697. – 1735.) poduzeli crnogorski plemenski glavari krajem 17. i početkom 18. stoljeća. 
Ovom akcijom janjičari su prisilno vraćeni u pravoslavlje, a jedan broj je pobjegao u turske gradove. Za izvršenje kršćanskog obreda odabran je kršćanski blagdan Božić.
Ovi su događaji opjevani u poznatom spjevu Gorskom vijencu, kojega je napisao Petar II. Petrović Njegoš. Ilarion Ruvarac smatra da se ovi događaji nisu ni odigrali.

## Pozadina
Područje današnje Crne Gore bilo je tijekom 17. stoljeća u sastavu Osmanskoga Carstva. U mnogim su mjestima živjeli muslimani zajedno s kršćanima. Do kraja stoljeća domaći muslimani su nerijetko s ostalim Crnogorcima sudjelovali u borbama protiv turskih odreda. Tako se 14. srpnja 1663. godine nekoliko muslimana iz sela Komana (Osman Jusufov, Husein Muhamedov i drugi), zajedno s knezom Radunom, obvezalo pred mletačkim sudom u Kotoru suzbiti svaku skupinu Turaka iz Podgorice koja ne bi imala više od 60 ljudi. Ispravu je potpisao i cetinjski vladika.
Tijekom Velikoga bečkog rata (1683. – 1699.) europske sile ujedinjene u "Svetu ligu" oslobađaju velika prostranstva središnje Europe od Turaka, te osmansku vojnu moć čine znatno slabijom. Europske su sile vodile politiku dizanja kršćanskog puka na ustanak protiv države Osmanlija. Godine 1690. patrijarh Arsenije III. Čarnojević, na poziv cara Leopolda I., pobunio je srpski narod protiv Turaka. Međutim, nakon sloma ustanka uslijedila je velika seoba Srba s Kosova u Ugarsko-Hrvatsku Državu. Tijekom rečenog rata, uz potporu Mletačke Republike javlja se pokret za oslobođenje Crne Gore od Turaka. Pokret u početku nije postigao uspjeh, ali je stvorio veliku mržnju između kršćana i muslimana u Crnoj Gori. Ohrabreni vojnim uspjesima kršćanskih zemalja, crnogorski su pravoslavci namjeravali osloboditi se tako što bi domaće muslimane pokrstili ili ih zatrli.
Prema Marjanoviću, crnogorski muslimani su bili uspjeli podići džamiju i na Cetinju, nakon čega se vladika Danilo odlučio na istrjebljivanje. Marjanović navodi kako su Turci "na prijevaru uhvatili vladiku i bacili ga u tamnicu u Skadru, odakle se otkupom spasio". Nakon izlaska iz tamnice, Danilo "uvidje kako više pravoslavni i poturice ne mogu zajedno živjeti", te u sporazumu s plemenima i bratstvima, gdje još nije bilo "poturica", priredi pokolj genocidnog tipa.

## Tijek zbivanja
Akcija protiv domaćih muslimana izvedena je, prema predaji, pred zoru uoči Božića. Postoje nesuglasice oko same godine pokolja, pa se tako navode 1702., 1707., 1709. ili 1711. godina. Glavni pokretač ove akcije bio je vladika Danilo Šćepčević, rodom s Njeguša, koji je izabran za crnogorskog vladiku 1697., a rukopoložio ga je Arsenije III. Čarnojević 1700. u Sečuvu.
Vladika Danilo je okupio plemenske glavare i naredio im istrijebiti "domaće Turke" koji se ne kane pokrstiti. Srpski povjesničar Vladimir Ćorović navodi kako su akcijom rukovodili Vuk Borilović i braća Martinovići, zajedno s nekolicinom vladičinih ljudi. Na Božić, prije zore, oni su pobili sve cetinjske i ćeklićke muslimane koji nisu pristali na pokrštenje. Prema Ćoroviću, akcija je s crnogorske strane prošla gotovo bez žrtava. Ranjen je bio samo jedan vladičin mladi ratnik.
Idućih dana, oko Nove godine, pravoslavni Crnogorci su protjerali muslimane iz okolnih naselja (Dupilo, Crmnica, Rijeka Crnojevića itd.), ohrabreni pogibijom "Turaka" na Cetinju. Na brdašcu u blizini Virpazara nalazila se utvrda Besac u kojoj su muslimani pružili žestok otpor, te je oko "sedamdeset Srba iz Dupila" poginulo u borbama.
Akcijom vladike Danila "očišćena je bila okolina Cetinja, plemena: Njeguši, Ćeklići, Brajići, Cuce, Grbljani itd., a u krajevima bliže Skadru ostali su poturice i dalje". Prema Stamatoviću, u ovim previranjima desetak je bratstava iz okoline Cetinja, čija je osnova prezimena i dalje islamska, "vraćeno u staru vjeru".
Uspjeh koji je vladika Danilo pokazao eksterminacijom poturica učinio ga je starješinom i svjetovne vlasti u Crnoj Gori.

## Kulturne reference
U Njegoševom Gorskom vijencu istraga poturica je predstavljena kao epohalan događaj za Crnu Goru, od kojeg nadnjeva njeno oslobođenje. Danas u Virpazaru, ispod sravnjenog grada Besca, stoji mramorna ploča na kojoj su ispisani Njegoševi stihovi:
Po Crmnici Turke isjekosmo
i grad Besac sa zemljom izravnismo
sad ti nema u našu nahiju
obilježja od turskoga uha
do trupine ali razvaline.
(U potpisu: P.P. Njegoš – Narod Crne Gore 1997. god.)

## Suvremena tumačenja
Među znanstvenicima ima sporova je li "istraga poturica" bila jednokratan događaj sa širokim zamahom (neka vrsta crnogorske Bartolomejske noći), ili dulji proces. Postoji i tumačenje kako "istraga" poturica iz Crne Gore predstavlja niz mjesnih sukoba s muslimanima, koji su imali za posljedicu njihovo iseljivanje, a djelomično i pokrštenje, a zbivali su se u dosta dugome razdoblju: "od crnogorskog ustanka (1684. – 1685.), pa do druge polovinu 18. stoljeća". Neki srpski povjesničari ističu kako je sam događaj bio "izrazito lokalne naravi", ali je njime započet proces koji će trajati kroz cijelo 18. stoljeće.
Srpsko-slovenski publicist Pavle Rak ovaj božićni pokolj muslimana navodi kao drastičan primjer "totalne inverzije smisla božićnog praznovanja koje bi cijelom svijetu trebalo donijeti mir Božji", čime Srpska pravoslavna crkva radi ostvarenja svojih političkih ciljeva odustaje od samih kršćanskih vrijednosti.
U nekim bošnjačkim krugovima istraga poturica se navodi kao Drugi genocid nad muslimanima Balkana.

## Vanjske poveznice
- dr Esad Bajtal, GOR'KI VIJENAC kroz prizmu postgenocidnog iskustva Sreberenice  Arhivirana inačica izvorne stranice od 29. travnja 2017. (Wayback Machine)